# ماتیا فراپورتی
ماتیا فراپورتی (ایتالیایی: Mattia Frapporti؛ زادهٔ ۲ ژوئیهٔ ۱۹۹۴) دوچرخه‌سوار اهل ایتالیا است.
از باشگاه‌هایی که در آن رکاب زده‌است می‌توان به اندرونی جوکاتولی–سیدرمک اشاره کرد.